# Bihar (comitaat)

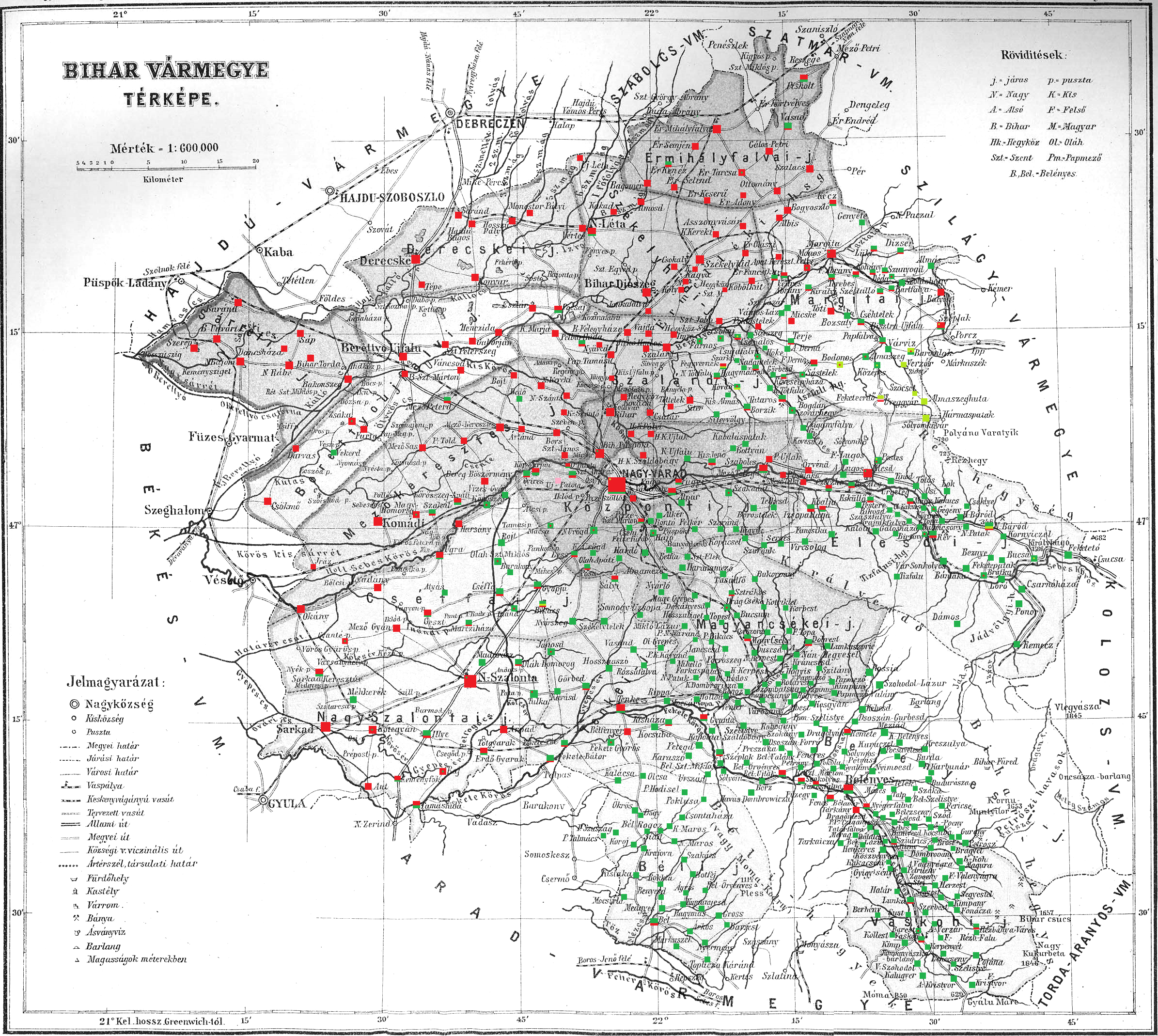
Etnische kaart 1910, groen=Roemeens en rood=Hongaars

Bihar was een comitaat in het koninkrijk Hongarije. Het grondgebied ligt nu in het noordwesten van Roemenië, grofweg het district Bihor, en in het oosten van Hongarije, in het comitaat Hajdú-Bihar. De hoofdstad was Nagyvárad (hedendaags Oradea).

## Geografie
Bihar grensde aan de andere comitaten Jász-Nagykun-Szolnok (historisch) , Békés, Hajdú, Szabolcs, Szatmár, Szilágy, Kolozs, Torda-Aranyos en Arad. Drie zijrivieren van de rivier Criş/Körös stroomden door het gebied: de Crişul Repede, de Crişul Negru en de Berettyó. Het westelijke deel van het comitaat lag in de Pannonische vlakte, terwijl het oostelijke deel in het Apusenigebergte ligt. De oppervlakte bedroeg rond 1910 zo'n 10.657 km².

## Geschiedenis
Bihar was een van de oudste comitaten van het Hongaarse Koninkrijk en bestond al voor de 12e eeuw.
In 1918 werd ongeveer 75% van het grondgebied aan Roemenië toegewezen, wat bevestigd werd in 1920 met het Verdrag van Trianon. Het westelijke deel bleef deel van Hongarije. De nieuwe hoofdstad van het kleiner comitaat werd Berettyóújfalu.
Na de Tweede Wereldoorlog versmolt Bihar met het comitaat Hajdú tot Hajdú-Bihar. Het zuidelijkste deel van Bihar (de streek rond Sarkad en Okány) ging naar het comitaat Békés.
Het Roemeense deel van Bihar werd het district Bihor, behalve het zuidelijkste deel (rond Beliu), dat deel uitmaakt van het district Arad.

## Districten
In de vroege 20ste eeuw bestond Bihar uit verschillende districten (járás), waarvan de hoofdsteden waren:
| Stoeldistricten (járás)                      | Stoeldistricten (járás)         |
| Stoeldistrict                                | Hoofdplaats                     |
| -------------------------------------------- | ------------------------------- |
| Bél                                          | Bél (Beliu)                     |
| Belényes                                     | Belényes (Beiuş)                |
| Berettyóújfalu                               | Berettyóújfalu                  |
| Biharkeresztes                               | Biharkeresztes                  |
| Cséffa                                       | Cséffa (Cefa)                   |
| Derecske                                     | Derecske                        |
| Élesd                                        | Élesd (Aleșd)                   |
| Érmihályfalva                                | Érmihályfalva (Valea lui Mihai) |
| Központ                                      | Nagyvárad (Oradea)              |
| Magyarcséke                                  | Magyarcséke (Ceica)             |
| Margitta                                     | Margitta (Marghita)             |
| Nagyszalonta                                 | Nagyszalonta (Salonta)          |
| Sárrét                                       | Biharnagybajom                  |
| Szalárd                                      | Szalárd (Sălard)                |
| Székelyhid                                   | Székelyhid (Săcueni)            |
| Tenke                                        | Tenke (Tinca)                   |
| Vaskoh                                       | Vaskoh (Vaşcău)                 |
| Stadsdistricten (törvényhatósági jogú város) |                                 |
| Nagyvárad (Oradea)                           |                                 |

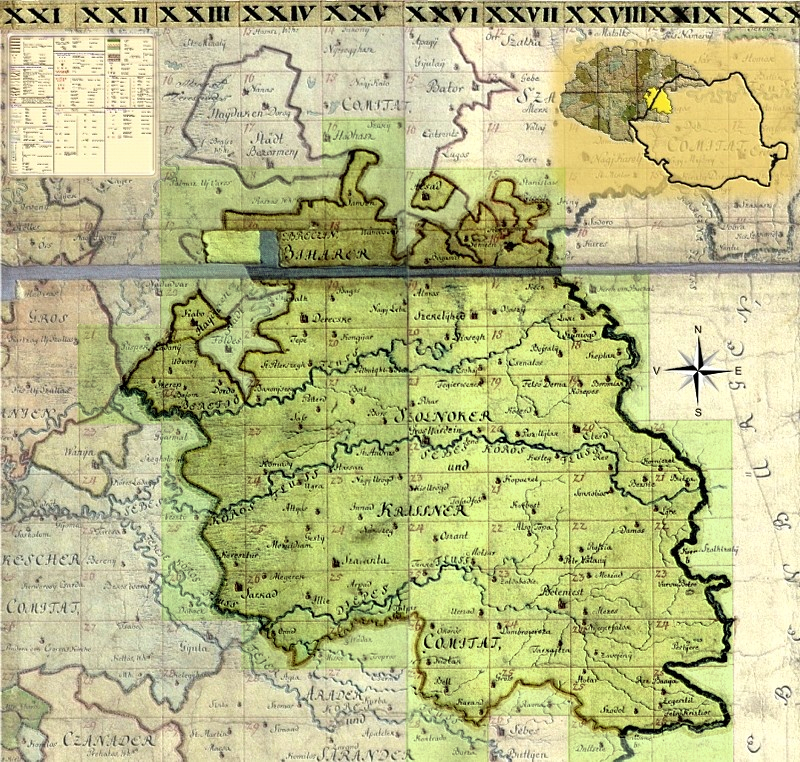
Bihar County, 1782-85

De steden Derecske, Berettyóújfalu, Biharnagybajom en Biharkeresztes liggen nog steeds in Hongarije, terwijl de andere steden in Roemenië liggen.